# Place Loubianka
Pour les articles homonymes, voir Loubianka.

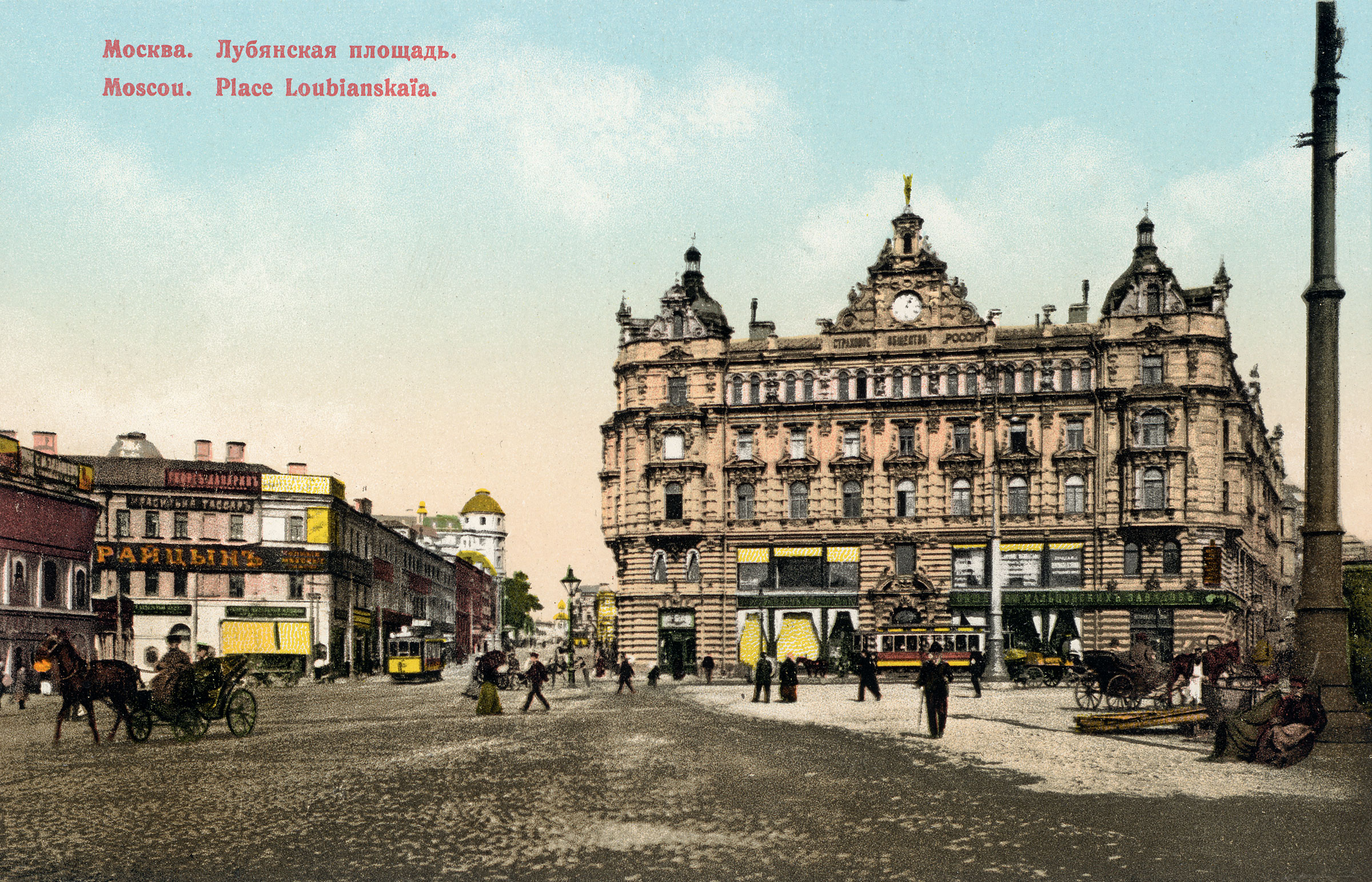
Moscou, Place Loubianskaïa, ca. 1910

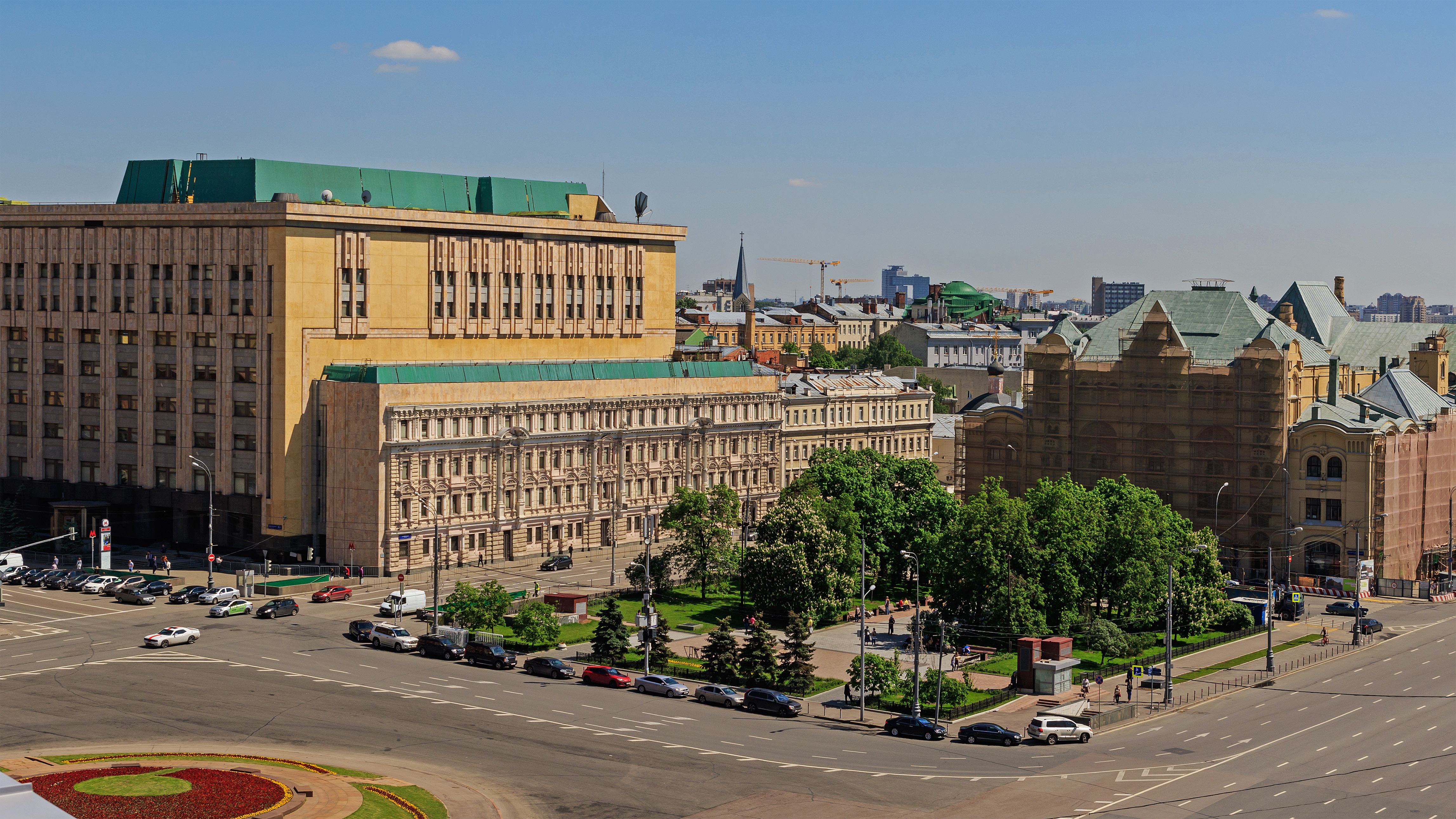
2015

La place Loubianka (en russe : Лубянская площадь)  est une place importante de Moscou.

## Situation et accès
Elle est située non loin de la Place Rouge. 
La station de métro Loubianka est située sous la Place Loubianka.

## Origine du nom
Elle porte ce nom en référence au district Loubianitsi Novgorod, ville d'origine des premiers habitants.

## Historique
Son nom fut mentionné pour la première fois en 1480, quand Ivan III installa des habitants de Novgorod non loin de cette zone. Ceux-ci construisirent l'église Sainte-Sophie, sur le modèle de la cathédrale Sainte-Sophie de Novgorod, et appelèrent le quartier « Loubianka ».
La place Loubianka est surtout connue pour l'imposant bâtiment de brique jaune, construit par Alexeï Chtchoussev, ancien siège d'une compagnie d'assurances, et qui a servi de quartiers généraux aux services secrets soviétiques sous leurs diverses appellations (Tchéka, Guépéou, NKVD, MVD, NKGB, KGB). Staline donna d'ailleurs l'ordre de faire démolir toutes les églises historiques de la Loubianka afin de mettre en exergue la position dominante des quartiers généraux du NKVD. La place fut renommée « place Dzerjinski » pendant de longues années, en hommage au fondateur de la Tchéka, premier service de renseignement soviétique, Félix Dzerjinski, surnommé « Félix de Fer ». Une statue de Dzerjinski sculptée par Evgueni Voutchetitch fut érigée au centre de la place.
En face du bâtiment du FSB se trouve le bâtiment massif du Detsky Mir (en russe : Де́тский мир, le Monde des Enfants), le plus grand magasin pour enfants d'Europe. Il a été construit entre 1953 et 1957 et entièrement restauré en 2014. Dans l'atrium principal de ce bâtiment se trouve le plus grand mouvement mécanique horloger du monde nommé : « La Raketa monumentale »,.
Le 30 octobre 1990, l'organisation humanitaire « Memorial » érigea un monument aux victimes du Goulag, sous la forme d'une simple pierre venant des Îles Solovetski. La statue de Dzerjinski fut retirée en 1991, après le coup d'État manqué contre Mikhaïl Gorbatchev et la place reprit son appellation d'origine.